# 쇼삿토
쇼삿토(일본어: 承察度, 생년 미상 ~ 1398년) 또는 우후사토는 산잔 시대 난잔왕국(南山王国)의 제1대 왕(재위 기간: 1337년 ~ 1396년)이다. 조선에서는 온사도(溫沙道)라고 일컫었다. 왕위에서 축출당한 후 조선으로 망명왔다가 1398년 조선 한성부(현재의 서울)에서 사망하였다.